# Gare de Higashi-Koganei
La gare de Higashi-Koganei  (東小金井駅, Higashi-Koganei-eki) est une gare ferroviaire de la ville de Koganei, dans la préfecture de Tokyo au Japon. Elle est exploitée par la compagnie JR East.

## Situation ferroviaire
La gare de Higashi-Koganei est située au point kilométrique (PK) 27,4 de la ligne Chūō. 

## Histoire
La gare a été inaugurée le 10 septembre 1964.

## Services aux voyageurs

### Accès et accueil
La gare dispose d'un bâtiment voyageurs, avec guichet, ouvert tous les jours.

### Desserte
- Ligne Chūō :

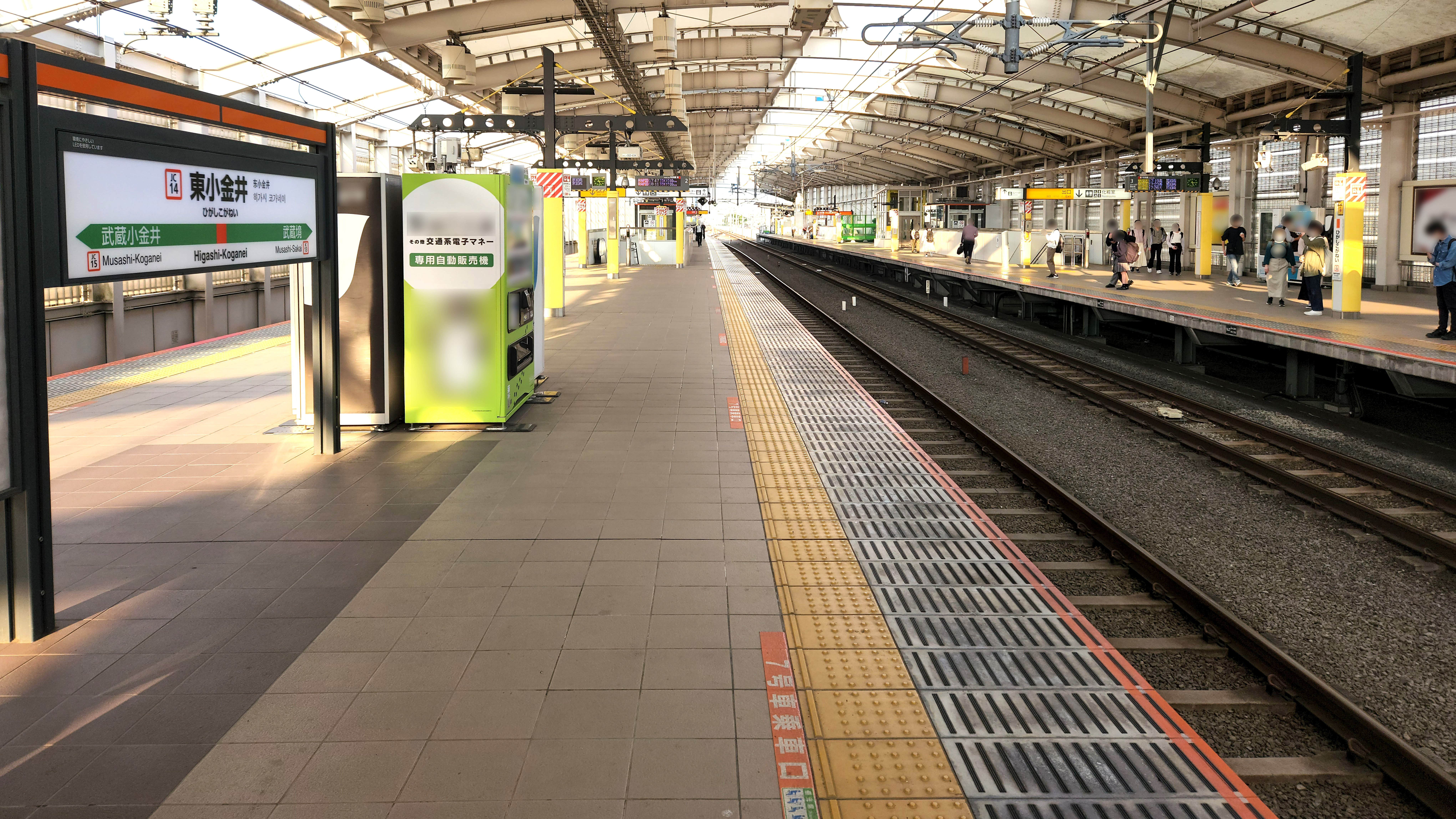
Vue des quais.

  - voies 1 et 2 : direction Shinjuku et Tokyo
  - voie 3 : direction Tachikawa et Takao